# Ганєв Геннадій Юрійович
Генна́дій Ю́рійович Га́нєв (нар. 15 травня 1990, смт. Сарата, Одеська область, УРСР) — український футболіст, воротар болгарського «ЦСКА 1948».

## Життєпис
Народився в Одеській області. Футболом почав займатися в с. Зоря Саратського району, перший тренер — Василь Златов. У турнірах ДЮФЛУ виступав за команду одеської ДЮСШ-11 (90 ігор, 69 пропущених м'ячів, 1 забитий м'яч). Із січня 2009 року — у складі одеського «Чорноморця». Виступав переважно за дублювальний склад, а також за «Чорноморець-2» у Другій лізі чемпіонату України. Другу половину сезону 2011/12 провів у вінницькій «Ниві». Потім перейшов до алчевської «Сталі». У команді з Луганщини провів 3 сезони, ставав срібним та бронзовим призером Першої ліги чемпіонату України.
У 2014 році, у зв'язку зі збройним конфліктом на сході України, «Сталь» було розформовано, а Ганєв став гравцем криворізького «Гірника». Незважаючи на конкуренцію з боку капітана команди Романа Гуріна, згодом став основним воротарем, однак улітку 2016 року через фінансові проблеми «Гірник» знявся з чемпіонату.
У червні 2016 року підписав контракт із новачком української Прем'єр-ліги кропивницькою «Зіркою». Дебютував у Вищому дивізіоні 28 серпня 2016 року, вийшовши у стартовому складі у виїзному матчі проти «Олександрії», але вже наприкінці того ж року за обопільною згодою залишив кропивницьку команду й перейшов до лав «Інгульця».

## Досягнення
- Перша ліга чемпіонату України:
  -  Срібний призер (2): 2010/11, 2012/13
  -  Бронзовий призер: 2013/14